# Carl Gustaf Hellqvist
Carl Gustaf Hellqvist, född 15 december 1851 i Kungsör, död 19 november 1890 i München, Tyskland, var en av Sveriges mest populära historiemålare under 1800-talet.

## Biografi
Hellqvist föddes i Kungsör 1851, mellan Arboga och Eskilstuna som son till skomakaren Carl Gustaf Hellqvist. Hans konstnärliga begåvning upptäcktes av Axelina Carlsson som var guvernant hos Per Adam Wallmarks familj, och hon gav Hellqvist hans första lektioner i teckning. Familjen Wallmark hjälpte Hellqvist att 1863 få en plats som gratiselev i den av Fritz Ahlgrensson ledda dekorationsateljén vid Kungliga teatern. Från 1864 studerade han även samtidigt vid Kungliga Konstakademien. 1867 tilldelades han Meyerska medaljen. Hellqvists studier skedde under svåra ekonomiska förhållanden, men han fick stöd från sina lärare August Malmström och Georg von Rosen och från Axelina Carlsson som nu flyttat till Stockholm och bland annat hjälpte honom med privatundervisning. Däremot blev relationen med studiekamraterna dålig, då Hellqvist valde att inte ansluta sig till opponentrörelsen. Han fick extra inkomster genom mindre uppdrag som illustratör i Ny Illustrerad Tidning och åt Albert Bonniers förlag. 1873 fick han i uppdrag att resa till Trondheim för att avbilda Oscar II:s kröning och passade då på att vandra genom Norge. 1874 företog han en fotvandring i Dalarna, som han senare beskrivit som viktig för hans konstnärliga utveckling. 1873 deltog han första gången i en konstutställning och 1875 vann han akademins högsta pris med sin målning "Gustaf I anklagar Peder Sunnanväder och Mäster Knut inför domkapitlet i Västerås", som inköptes av Oscar II.
1875 reste Hellqvist till Paris för att verka där, men tvingades redan 1876 av ekonomiska skäl återvända till Stockholm och återuppta sitt arbete som illustratör. 1877 tilldelades han ett resestipendium från akademin och valde då att resa genom Tyskland och besökte då bland annat München, Lüneburg, Lübeck, Hildesheim och Nürnberg. 1879 flyttade han, tillsammans med sin fästmö Julie, till München. Julie och Hellqvist gifte sig 1882 och de lämnade München för att bege sig till Paris, där Hellqvist tidigare hade närvarat vid Salongen med sin oljemålning Sten Sture den yngres död på Mälarens is.
I augusti 1882 blev han i Wien tilldelad guldmedalj för sin storslagna historiemålning Valdemar Atterdag brandskattar Visby.
Hellqvists främsta influenser var Georg von Rosen, Carl von Piloty och franskt friluftsmåleri.

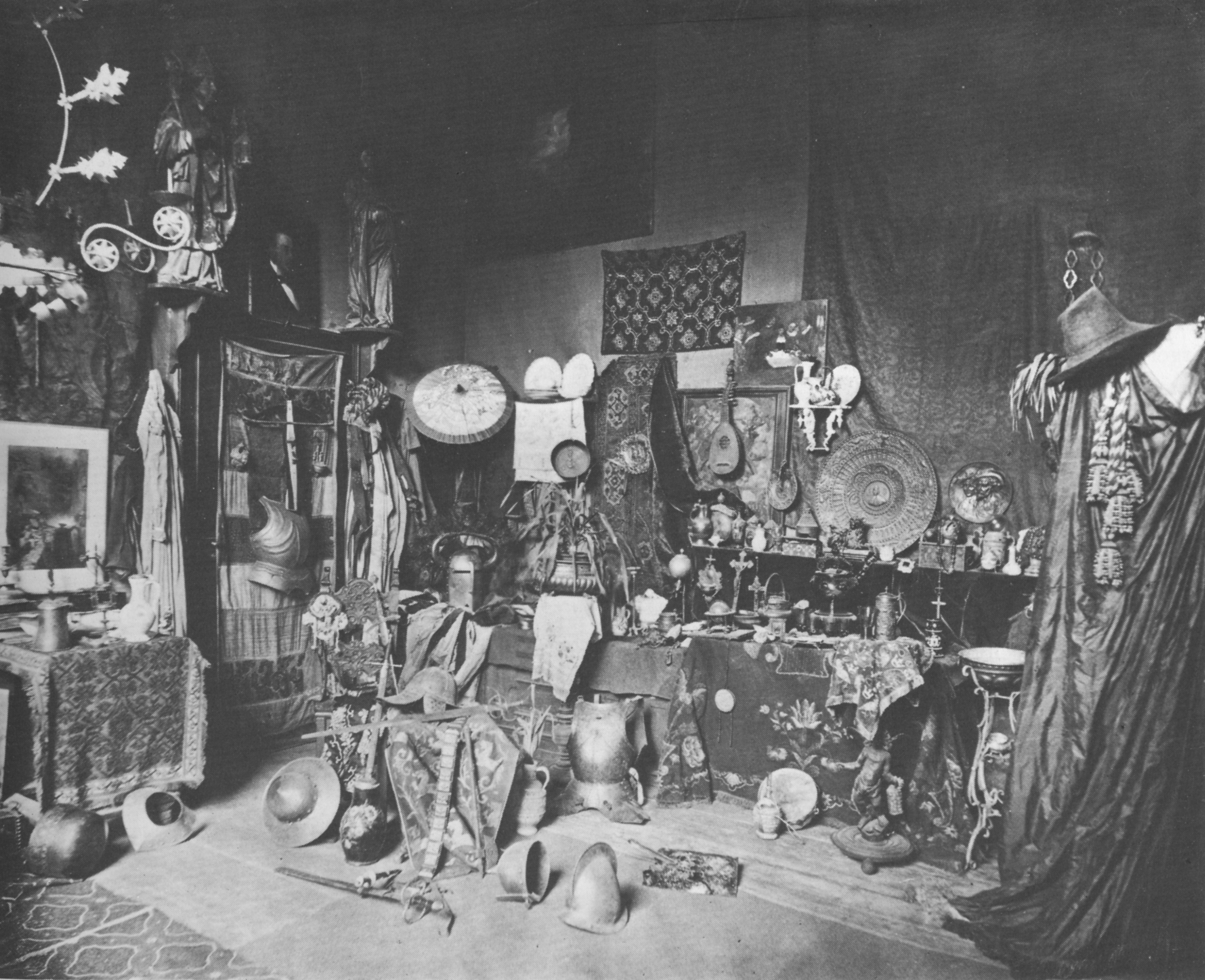
Hellqvists ateljé i München.

### Sjukdom
Hellqvist led av smärtsam huvudvärk som tvingade honom att avsluta sin undervisning vid Königliche akademische Hochschule für die bildende Künste 1886. Han avslutade sin period som historiemålare vid samma tid. 1889 behandlades Hellqvist med elchocker och sattes på diet.
1890 tillkännagavs att Hellqvists ateljéföremål skulle säljas. Förmodligen var det under samma tid som det kända fotografi av hans ateljé, som visar hur en historiemålares ateljé såg ut i slutet av 1800-talet, togs.
Den 19 november 1890 avled Hellqvist på Irrenanstalt, där han behandlades för sina krämpor, ännu inte fyllda 39 år. Han begravdes i München.
Hellqvist är bland annat representerad på Stockholms slott, Nationalmuseum, Metropolitan Museum of Art i New York, Uffizierna, Berlins nationalmuseum, Göteborgs konstmuseum, Kalmar konstmuseum, Norrköpings konstmuseum och Lunds universitets konstmuseum.

## Galleri

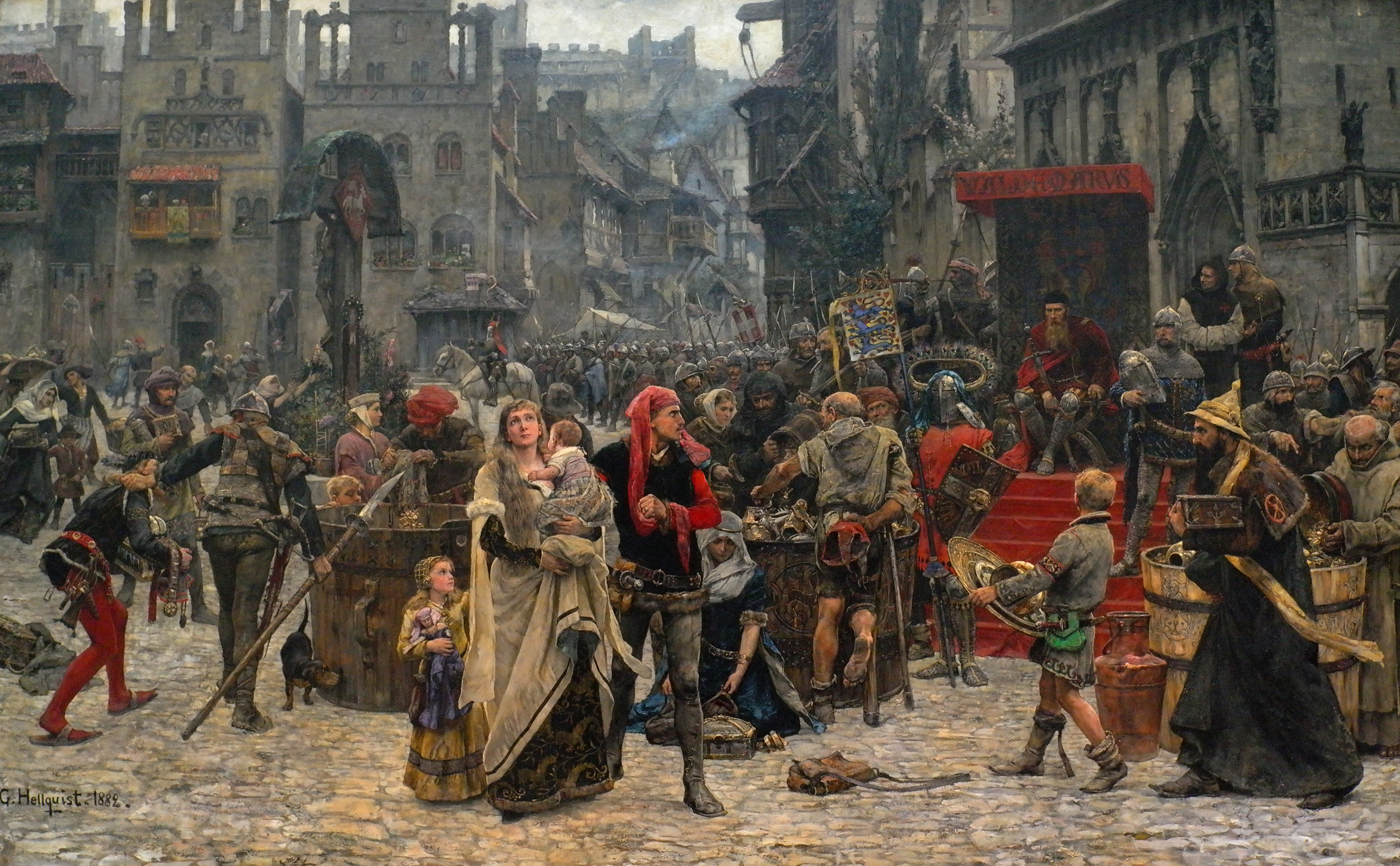
Valdemar Atterdag brandskattar Visby (1882) Nationalmuseum.
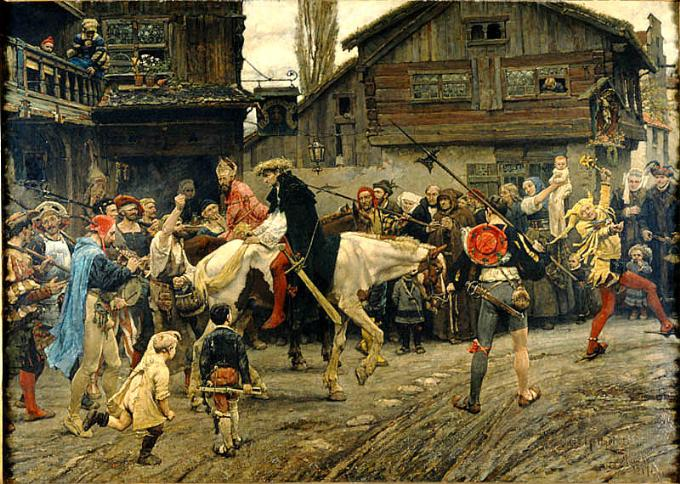
Peder Sunnanväders och Mäster Knuts skymfliga intåg i Stockholm 1526 (1879) Nationalmuseum.
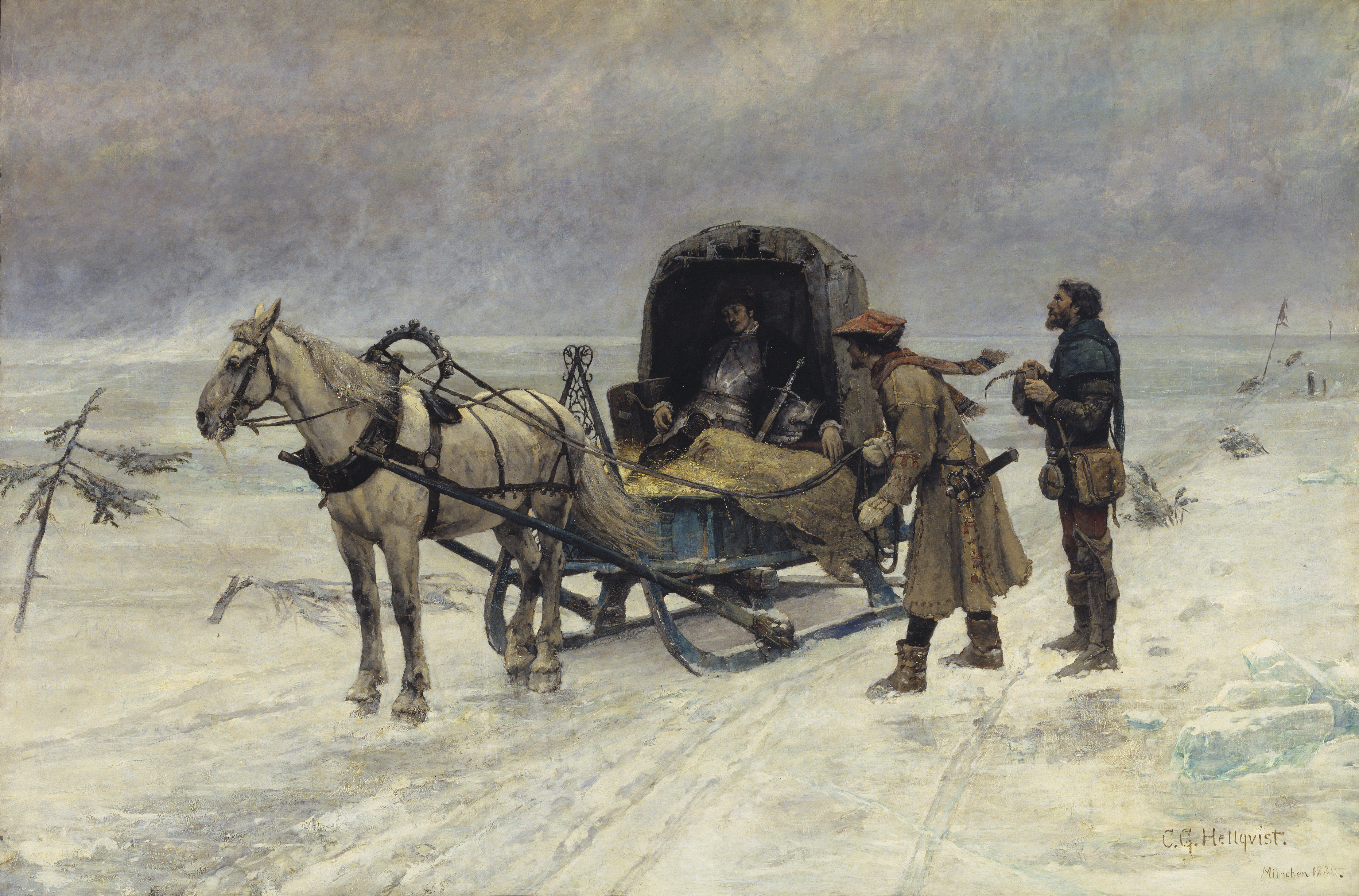
Sten Sture den yngres död på Mälarens is (1880) Nationalmuseum.
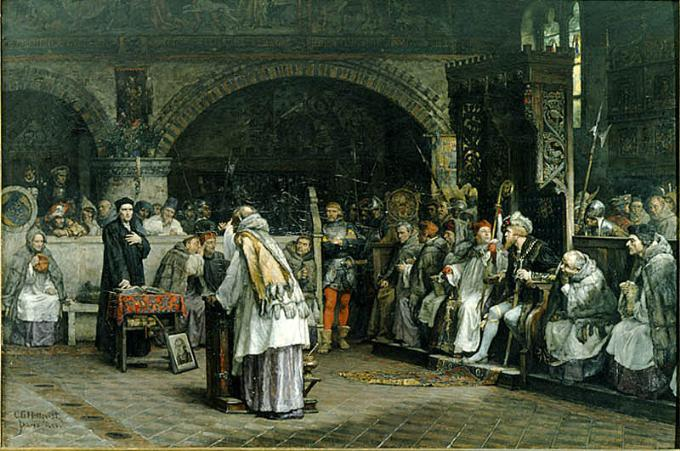
Religionssamtal mellan Olaus Petri och Peder Galle (1883).
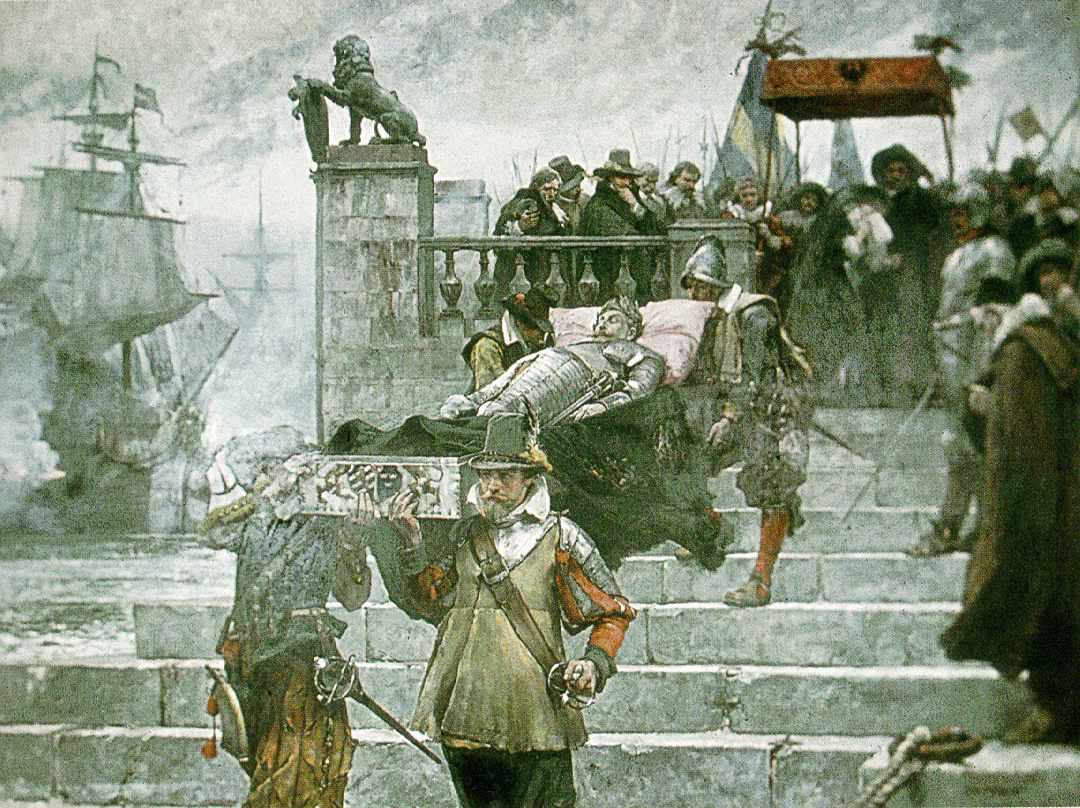
Gustaf II Adolfs lik inskeppas i Wolgasts hamn 1633 (1885) Stockholms slott.
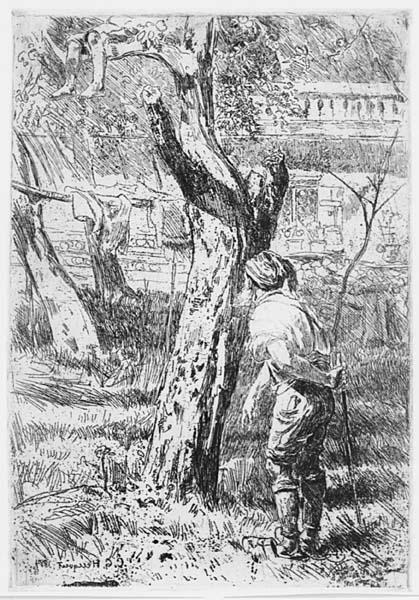
En äppeltjuv, etsning på papper.
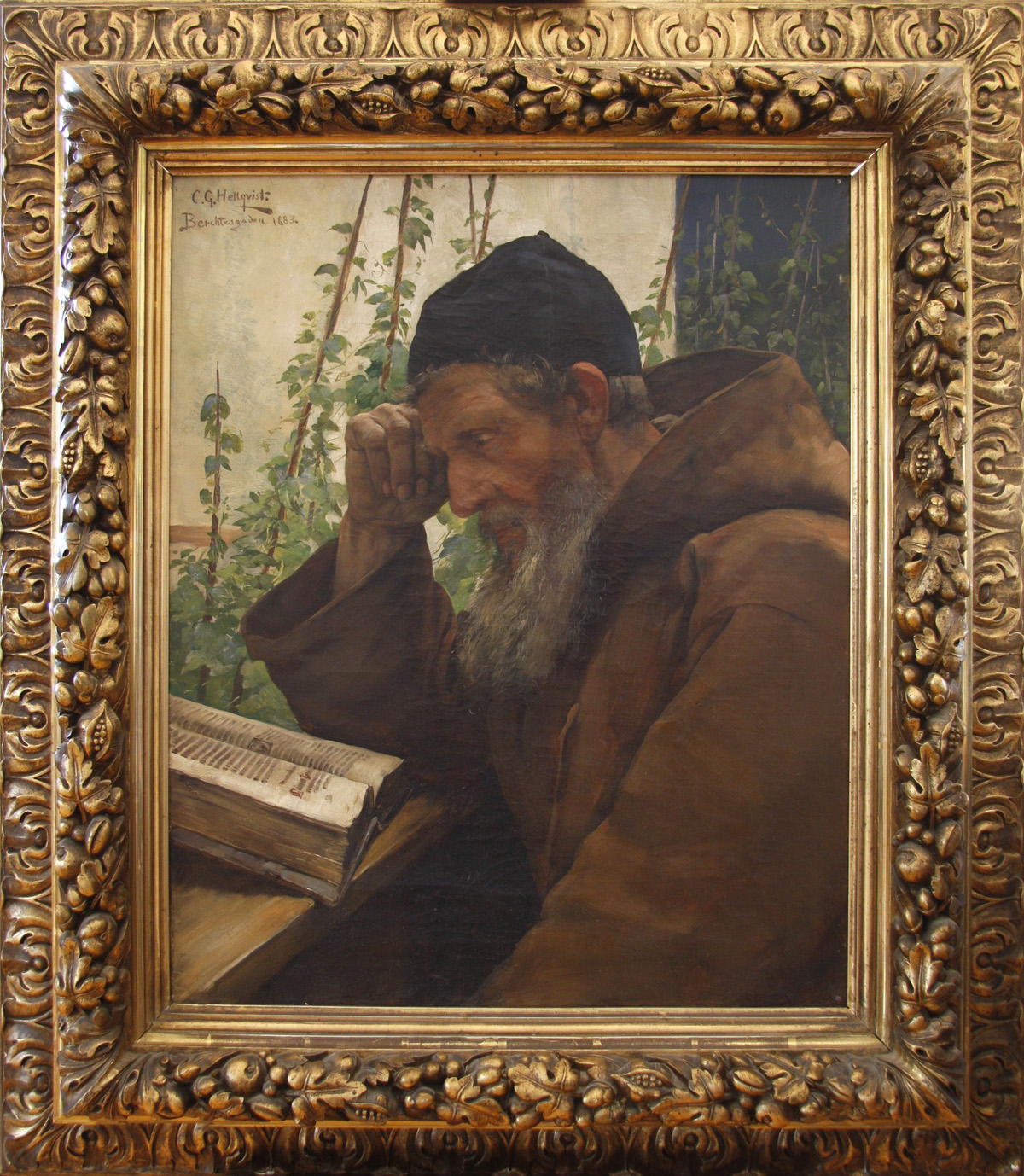
Munk vid bibelstudier, Olja på duk (1883), Målad i Berchtesgaden.

### Målningar med separata artiklar
- Sten Sture den yngres död på Mälarens is
- Valdemar Atterdag brandskattar Visby